# آنهته بوه
آنهته بوه (انگلیسی: Anette Bøe؛ زادهٔ ۵ نوامبر ۱۹۵۷) اسکی‌باز صحرانوردی، و بازیکن هاکی روی یخ اهل نروژ است.